# Novia para dos (película de 1956)
Novia para dos es una película en blanco y negro de Argentina dirigida por Leo Fleider sobre el guion de Julio Porter y Hugo Moser que se estrenó el 23 de agosto de 1956 y que tuvo como protagonistas a Lolita Torres, Osvaldo Miranda, Luis Dávila y Beatriz Bonnet.

## Sinopsis
Una tendera que sueña con cantar canciones y sus patrones se la disputan creyéndola heredera de una fortuna.

## Reparto
Colaboraron en el filme los siguientes intérpretes:
- Lolita Torres....Isabel de Castro / Natividad Ojeda
- Osvaldo Miranda....Mario Vulcano
- Luis Dávila....Gerardo Vulcano
- Beatriz Bonnet....Susana
- Ramón J. Garay....Salvador Pintos
- María Fernanda....Niní
- Vicente Rubino....Contreras
- Julián Pérez Ávila....don Jeremías
- Rafael Diserio
- Enrique San Miguel...González
- Elías Herrero....don Paco
- Mónica Linares...madre de Susana
- Carlos Cotto....fiscalizador del concurso
- Mercedes Perdiguero....doña María
- Arsenio Perdiguero....padre de Natividad
- Félix Tortorelli....maestro Silva
- Mónica Grey
- Manuel Ochoa
- Oscar Heredia

## Comentarios
Crítica opinó:

”Leo Fleider no consigue superar la pobreza del libro. Su esfuerzo, hecho oficio y cierta responsabilidad, tienden a defender la amenidad del relato.”

Por su parte El Heraldo del Cinematografista dijo sobre el filme:

”El team Torres-Fleider ha mejorado notablemente desde Amor a primera vista…y ha logrado una comedia simpática, movida y alegre.”